# 文艺复兴建筑

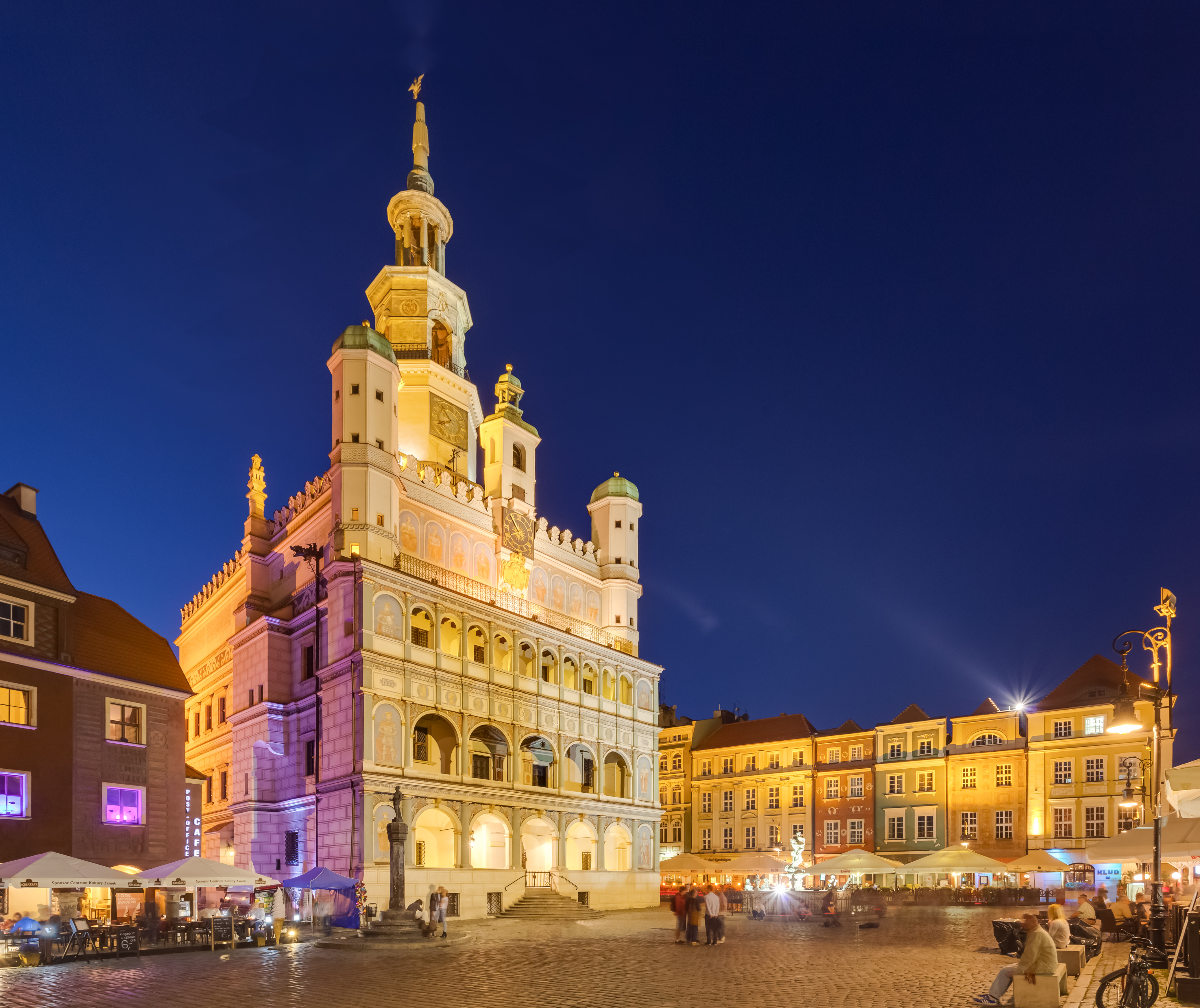
波蘭城市波茲南

文艺复兴建筑是在公元14世纪在意大利随着文艺复兴这个文化运动而诞生的建筑风格。基于对中世纪神权至上的批判和对人道主义的肯定，建筑师希望借助古典的比例来重新塑造理想中古典社会的协调秩序。所以一般而言文艺复兴的建筑是讲究秩序和比例的，拥有严谨的立面和平面构图以及从古典建筑中继承下来的柱式系统。

## 背景
当时欧洲人的冒险事业已经扩展到了亚洲和美洲，包括原有的地中海贸易中世纪后期的繁荣迅速造就了环地中海的一些富裕贸易城市。
在這些貿易城市中，商業資本的龐大力量使得羅馬帝國以後世俗力量和宗教力量的對比首次向世俗方向傾斜，市政廳，或者交易所，以至於為商業貴族營造的別墅等世俗建築大量出現，而新興貴族因为本身的立場而對於人文藝術的投資也是從前的宗教和封建势力所不能比擬的。
這種相對富裕和活躍的氣氛最終導致了文藝復興時代文化的大發展。而反映在建筑上就是社会中真正的出现了建筑师这个行业。文艺复兴真正奠定了建筑师这个名词的意义，将这种新的行业加入了整个社会的经济呼吸之中。過去並不存在建築師這個工作，有的只是工程師、木匠或石匠。但隨着建築的興盛，對專業人才的需求亦越來越大，出現了「建築師」這個名詞。他们不仅仅只将建築作爲一種營造的經驗型行爲，而是賦予建築一個理論的和文化上的基石，正如建筑师在羅馬帝國所扮演的角色一样。他們來自雕刻師、繪圖師、畫家、工程師和細木工等。建築師的出現，也為當時社會的思潮和文化進入建築找到了一個切入點。
如果說以前（从罗马帝国没落到文艺复兴开始）的建築和文化的聯係多半處於一種半自然的自發性行為，那麽文藝復興後的建築思想和人文思想的結構緊密結合就肯定是一種非偶發的人爲的行爲，這種對於建築的理解一直影響到了後世的各種流派。
并且由於環地中海的貿易繁榮，使得意大利的貿易城市的學者很容易就接受到古希臘羅馬在拜占庭和伊斯蘭國家所保存下來的文明成果。其中林林總總的文化思潮，比如人文主義的興起等對於建築的影響非常巨大。而單就建築造型而言，建築師從古代數學家對於完美的數學模型中得到了啓示，他們認爲世界是由完美的數學模型構成的，而大自然和人類的美皆出於數學模型的完美。基於此開始了文藝復興時代建築師對於完美建築比例的追求。
另一个引发的重点就是柱式，在罗马帝国之后，文艺复兴的建筑师重新继承了一整套古典的柱式，并且依此为基准奠定了直到现代建筑诞生的经典建筑营造模式。

## 建築史

### 義大利的文藝復興建築
文藝復興運動首先在文學領域興起，緊接著幾乎不分先後地擴展到建築、繪畫和雕塑領域。

### 歐洲其他地區的文藝復興建築
與文藝復興時期的繪畫、雕塑等造型藝術不同，其建築風格很晚才開始影響到意大利以外的歐洲地區。直至16世紀前期，新型風格依然難覓蹤跡。哥特式建築風格尤其在教堂上延續了很長的一段時間。而其中的某些語彙，如教堂入口大門的設計，甚至一直流行到17世紀。

## 特色
- 学习以古希腊、古罗马为代表古典风格，并且发展了‘柱式’的概念
- 强调建築的比例如同人的比例一样，反映了宇宙的和谐与规律，这一点上很强烈地体现了毕达哥拉斯、柏拉图传统的影响
- 使用對稱的形狀、集中式
- 恢復「自然」，以尺規作圖製圖，以圓形和正方形為主
- 反對哥特式建築，由於其建築“高”、“尖”的特色，被认为是基督教神权统治的象征
- 特徵為越上的柱要越粗，以调正从下看上来的视差

## 著名建筑和建筑师

### 伯鲁乃列斯基
從時間和地點上來看，意大利的佛羅倫斯算是作爲文藝復興的開端了。建築師伯鲁乃列斯基在意大利佛羅倫斯所建的大教堂就沒有採用哥特形式，而是看起來很像拜占庭的聖母大教堂，可是卻沒有採用三角帆拱，而是直接將尖拱放在了一個八角形的牆上。而最後看起來很危險的在頂上面的一個小亭子卻起了連接拱的幾個部分並且用自重將他們壓在一起的作用。另外，這個拱頂是一個木結構的頂，而不是羅馬的石或混凝土頂。
而他在佛羅倫斯聖十字聖殿中，為帕齊家族所建立的禮拜堂真正用上了三角帆拱，這次下部的平面是一個正方形，而上是一個三角帆拱加圓拱，失傳幾個世紀的工藝終于復活。從此這種圓頂加上巴西利卡的平面成爲了後來幾個世紀内的標準。

### 莱昂·巴蒂斯塔·阿尔伯蒂
伯魯乃列斯基兼具了一個传统中世纪工匠的角色，真正作爲復興時期建築師代表的，並且真正將文藝復興建築的營造提高到理論高度的是莱昂·巴蒂斯塔·阿尔伯蒂，他的《論建築》於1485年出版。（這裡值得一提的是Gutenberg發明了印刷術，使得文化的交流變得更加快速。這是文化傳播的一個重要因素。）他在這本書裏面体现了从文艺复兴人文主义者地角度討論了建築的可能性。他提出應該根據歐幾里德的數學原理，在圓形，方形等基本集合體制上進行合乎比例的重新組合以找到建築中美的黃金分割。他在建設Palazzo Rucellai的過程中使用了各種柱式，而這些柱子都擁有經過精心推敲的比例。而宮殿的頂部也是獨創的深出簷，甚至遮住了屋頂，使得建築的外觀保持完整的方形。

### 伯拉孟特
伯拉孟特是將這種唯理主義古代精神推向極致的人，他竭盡所能的推敲每一個建築比例，從他的坦比哀多中你可以看到這種被推敲到近乎完美的比例。而往後的很多公共，宗教建築，比如聖伯多祿大殿，先贤祠，甚至白宮都有伯拉孟特的影子。
文藝復興時期规模最宏大的作品可以説是聖彼得教堂，這個教堂的修建歷史超過了一個世紀。而建築師的名單列出來如同一個文藝復興的名人錄。而這個開端或者說骨架，則是由伯拉孟特來完成的。而後陸陸續續有拉斐尔、Peruzzi、Sangallo the Younger、米開朗基羅、Vignola、Della Porta、Fontana和Maderna。

### 米開朗基羅
米開朗基羅並不是一個專業的建築師，而是一個偉大的雕塑家。而正因爲這一點，他得以避免的他的同代人過分糾纏於比例之中的弊端，而從一個雕塑家獨特的三維視角來提煉建築。他利用各種手法，比如破壞均衡，或者是利用狹長的走道或者柱廊，來達到一種感動人心的建築效果，而對於是否符合嚴格的古典比例卻不是很在意。其中用於聖彼得大教堂的巨柱式便是他將普通柱式拔高幾倍而得到的。而這種對於古典母題的創造性應用將文藝復興引入了後期的手法主義。

### 帕拉第奥
在维琴察的領袖人物是安德烈亞·帕拉弟奧。他是一個嚴肅的古典主義者，對於古典主義的蒸餾使得這位大師的作品總是帶有鑽石般的純粹。體現了文藝復興建築的數學美感的精確性和那種對於集中式平面的控制力。而進一步看則可以看見在這種嚴格的美學體系下，作爲建築的主體已經被擠入一個很邊緣的角落，建築在他的手中徹底變成了一個概念的載體。

### 慕尼黑圣弥额尔教堂

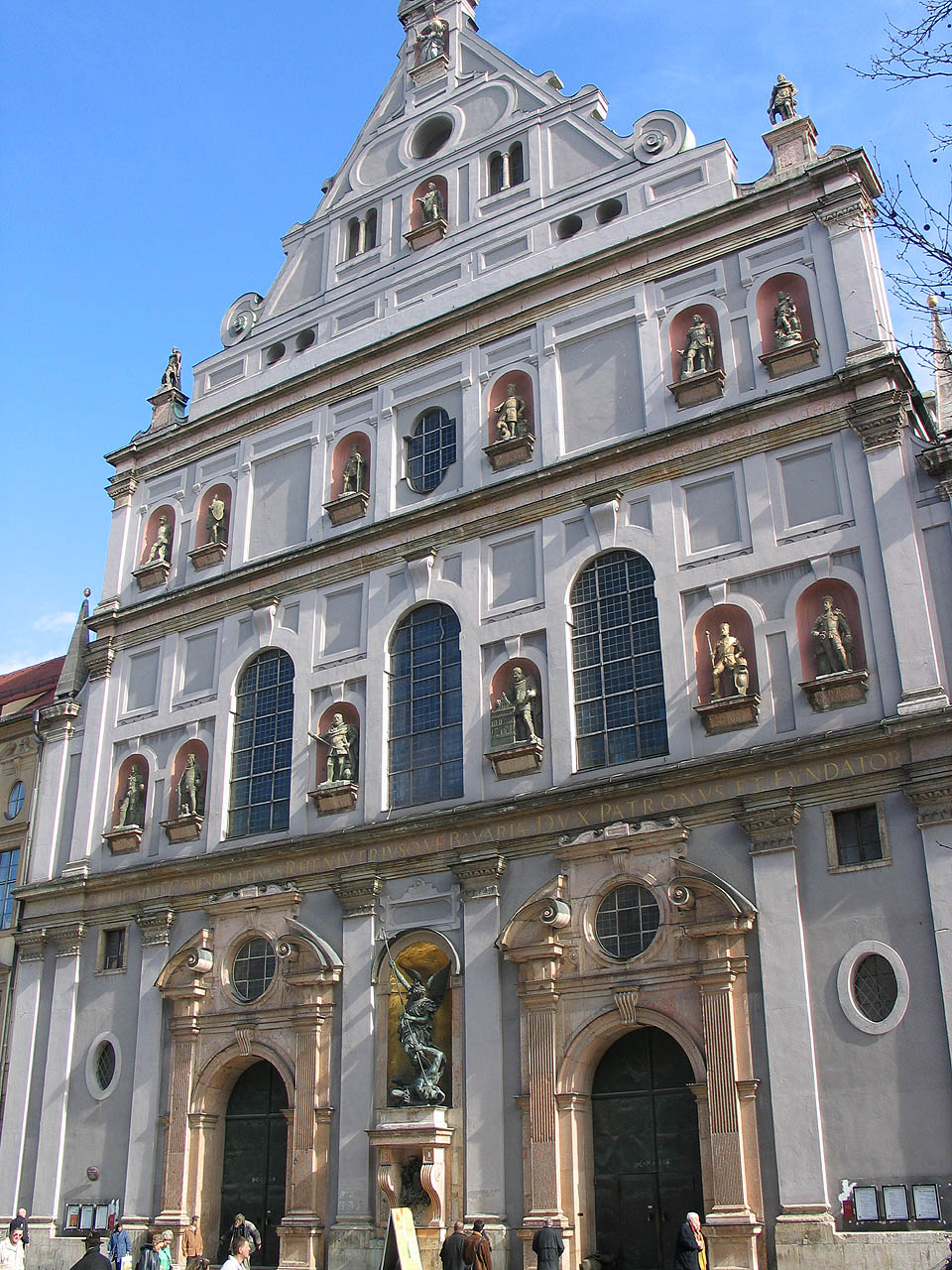
慕尼黑圣弥额尔教堂

而此時的文藝復興，正進一步向著阿爾卑斯山的北方傳播。雖然這種傳播並不是很順利，由於上面的原因，北方的歐洲文明並沒有能夠直接接觸到古代文明的遺跡，比如雅典衛城或者是羅馬城遺跡，而雖然當時印刷術已經發明，可是印刷品始終只是對於建築的貳維再現，他不可能讓建築師獲得臨場的建築感受，而且當時很多的大師都是由外行轉入的，比如前面的米開朗基羅。而他們對於建築的描述很多是純感受性質的，很難用印刷品來表達。北方的建筑师最多只能依照圖解對於當時流行樣式來一個照樣翻制，至於對於這種文化的理解，又或者對於這種新風格怎麽和當地風格進行妥善的協調，除了一些天才建築師以外就很少能达到了。
另外一個重要原因也影響了文藝復興時期的南方建築進入北方。那就是同時進行的宗教改革。這次改革造成某種程度上的歐洲分裂。不同的教宗之間時有戰爭，而不同的宗教信仰也造成了不同的文化理解。有時候對於南方教廷的反對甚至可以影響到對於南方文化的排斥。
遠離古典文化中心和民族自身文脈的產生導致了北方建築在文藝復興時期的特點，他們通常都不是純粹的文藝復興式樣的，而且也很難找到如同帕拉第奥的那種異常嚴格的比例和对称關係。不過卻由於北方國家的新教特徵導致世俗建築中多樣化的風格。而一旦這些風格穩定下來以後又重新成爲了歷史文脈中的新的母題。这样北方建筑相对南方建筑在文艺复兴的风格演进中便缺少了明确的断代史。

## 外部連結
维基共享资源上的相關多媒體資源：文艺复兴建筑